# Голодрига Павло Якович
Павло́ Я́кович Голодри́га (1920, Вінницька обл. с. Сутиски, Тиврівський район, Вінницька область—1986, Ялта, Крим) — селекціонер, біолог. Працював у галузі виноградарства. Автор кількох сортів нового винограду. Почесний доктор наук кількох європейських університетів (doctor honoris causa), тобто за реальний внесок у наукову галузь.

## Біографія
До війни 1941—1945 рр. встиг стати студентом у Краснодарі. Навчання перервала війна.
Брав участь у бойових операціях у складі танкового полку, де служив начальником радіозв'язку, мав чин капітана. Студентський квиток і залікова книжка Голодриги згоріли під час бою.
Після війни продовжив навчання в Краснодарі. Захистив докторську дисертацію. 10 років був директором Національного інституту винограду і вина «Магарач». Ім'я науковця викарбувано золотими літерами на мармуровій дошці в інституті «Магарач».
Покінчив життя замогубством через знищення виноградників в зв'язку з "сухим законом" часів Горбачова.

### Коло наукових проблем
Його добре пояснює вислів Павла Яковича в середині 1980-х:
| Ліві лапки | Селекціонери 21 століття будуть працювати з Електронно обчислювальною машиною (далі ЕОМ). Ми вперше в виноградарстві зробили метою створення банку ознак гетерогенного генофонду. ЕОМ для селекції ми вже застосували. Селекціонеру не потрібно буде тримати у власній пам'яті 20 000 ознак — він буде працювати з машиною: ЕОМ спрогнозує схрещення, а праця з генами буде досить свідома — оце напрямок 21 століття. Вже закладається база для селекції на клітинному рівні, тобто ми можемо свідомо відбирати мутації на клітинному рівні і виростити рослину з однієї клітини. | Праві лапки |

Тепер це вже сторінки історії науки. Наукові проблеми, що опрацьовував тоді вчений, стали реальним сьогоденням.

### Вибраний перелік сортів, виведених професором
Під керівництвом вченого створено понад 40 сортів винограду, які відрізняються підвищеною морозостійкістю, практично не потребують хімічного захисту від мілдью, сірої гнилі, оїдіуму, тому дають екологічно чисту продукцію хорошої якості і сприяють збереженню природного середовища.
Добре відомі районовані раніше в різних виноградарських зонах сорти Первісток Магарача, Подарунок Магарача, Антей магарацький, Ювілейний Магарача, Аврора Магарача, Данко, Цитронний Магарача, Рісус.
Менш відомі і менш поширені сорти, передані в Держсортовипробування з 1983 по 1986 рр. Це Спартанець Магарача, Кентавр магарацький, Тавквері Магарача, Рислінг Магарача, Ркацителі Магарача — технічні і Пухляковський Магарача, Асма Магарача, Нимранг Магарача — сорти для споживання в свіжому вигляді.
З генофонду, створеного професором П. Я. Голодригою вже після його загибелі, Інститутом «Магарач» були передані в Держсортовипробування сорти Інтервітіс Магарача, Цитронний Магарача, Гранатовий Магарача, Бурштиновий Магарача, Кримчанин, Магармен, Атлант, Геркулес, Пам'яті Голодриги, Альмінський, Могаби, Оксамитовий.

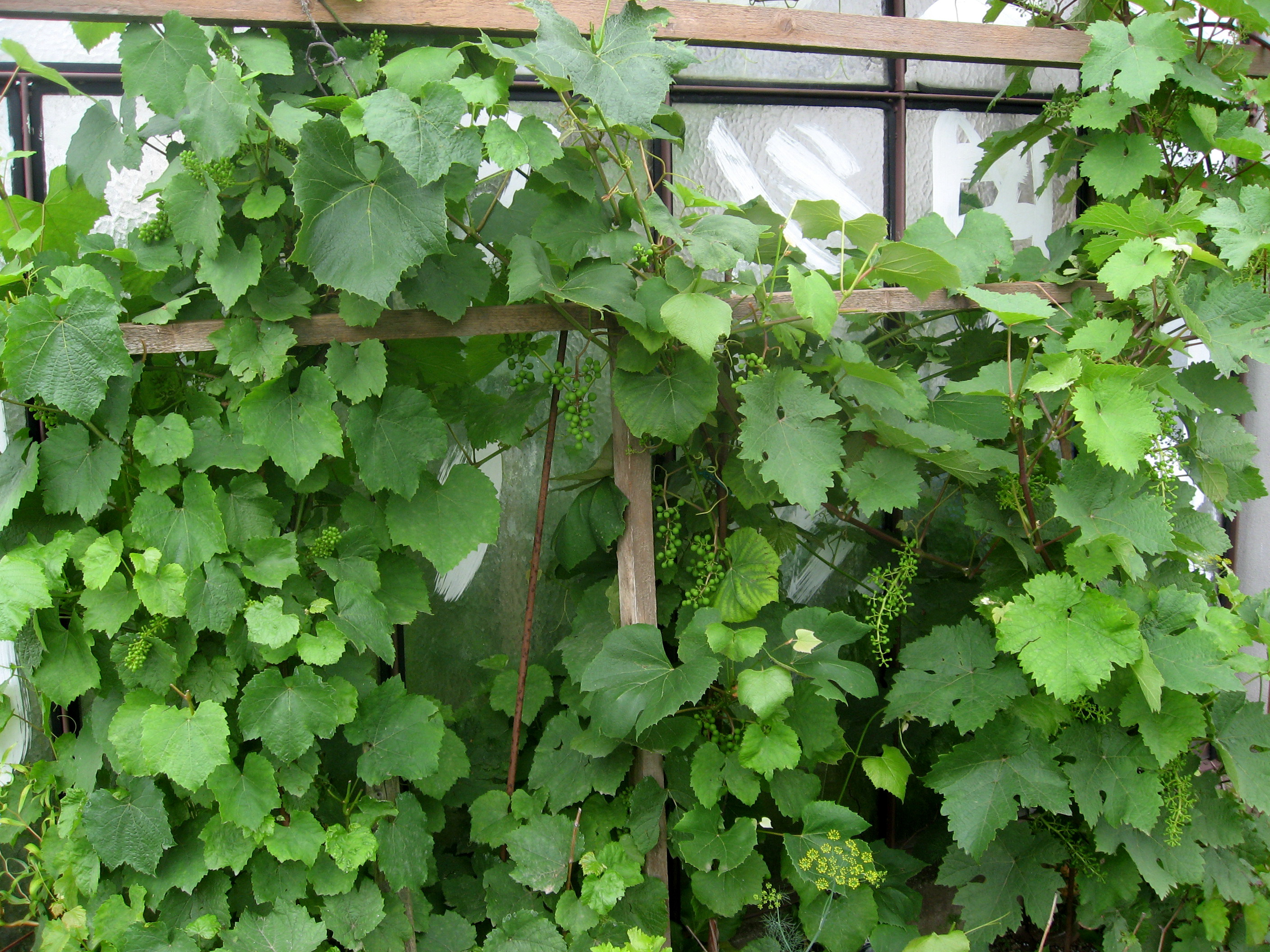
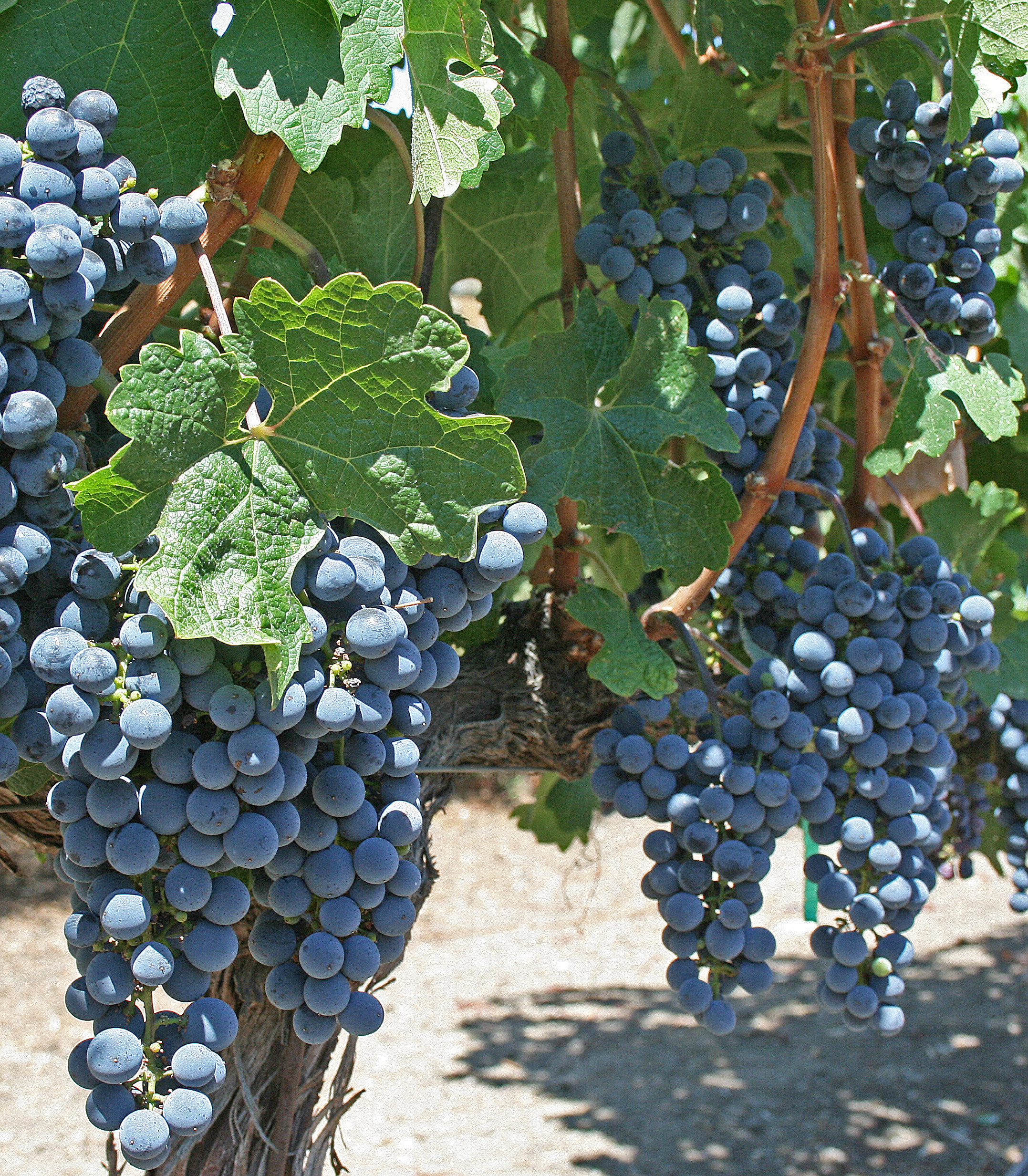
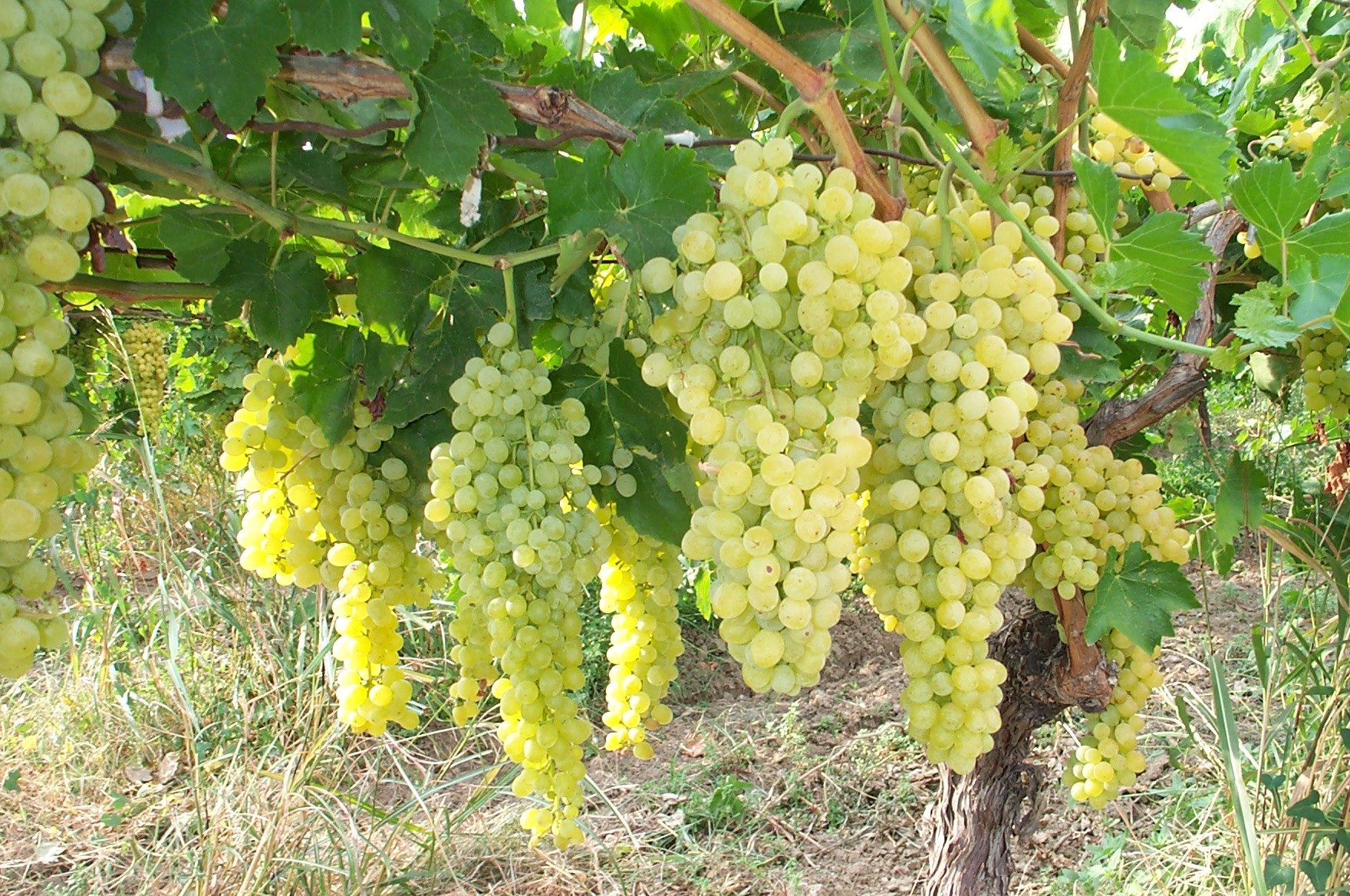

## Гумористичні написи на дверях лабораторії професора
- «Не питай у Бога шлях на небо: він дасть тобі найтяжчий»
- «Пам'ятай: глухий кут в розробці проблем — найкращий час для розробки нових ідей»
- «Намагайся знайти вічний закон в дивних відображеннях випадковості» Ф. Шиллер

## Друковані праці (російською)

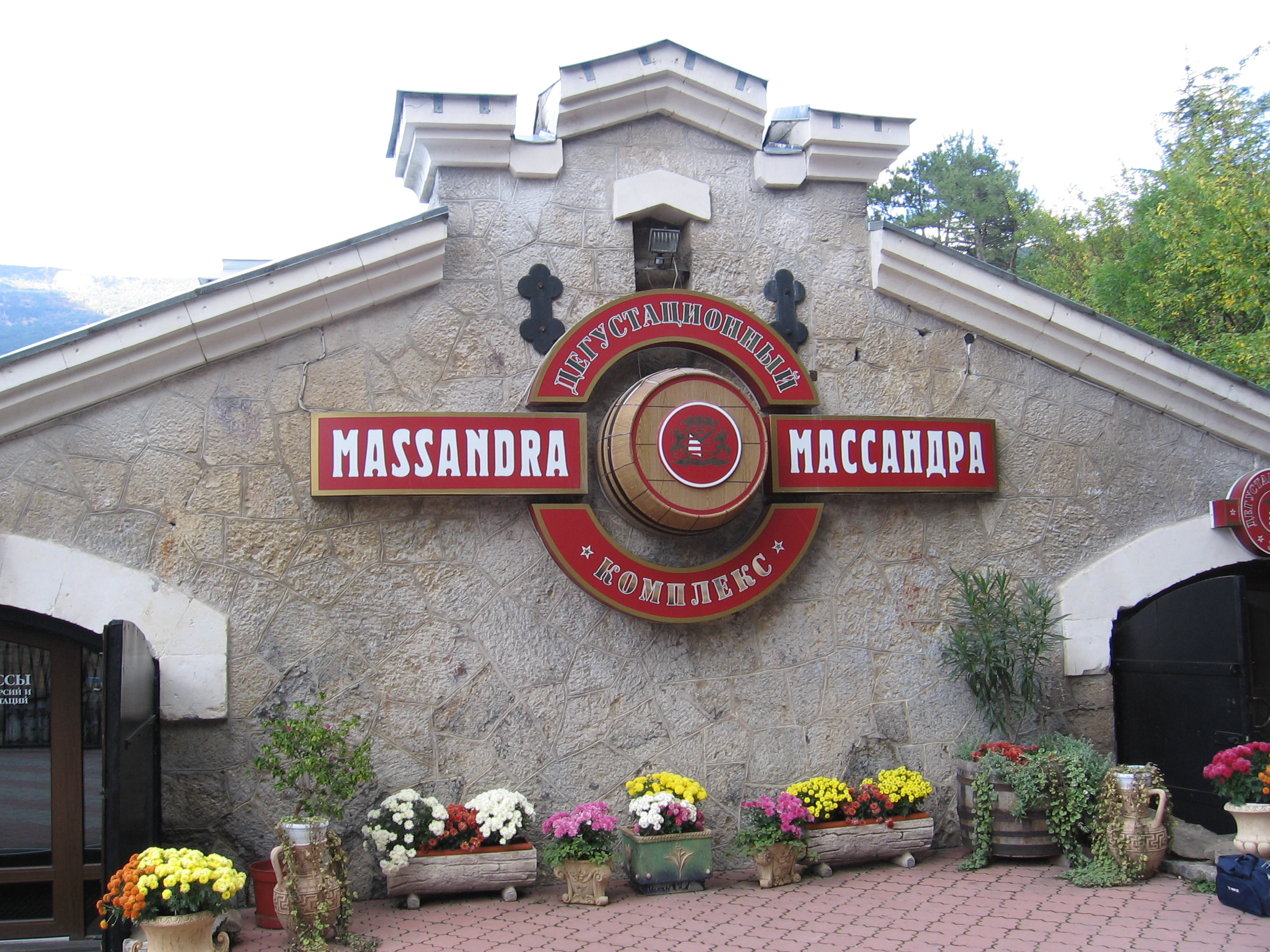
Виноробний комбінат «Масандра». Дегустаційний комплекс.

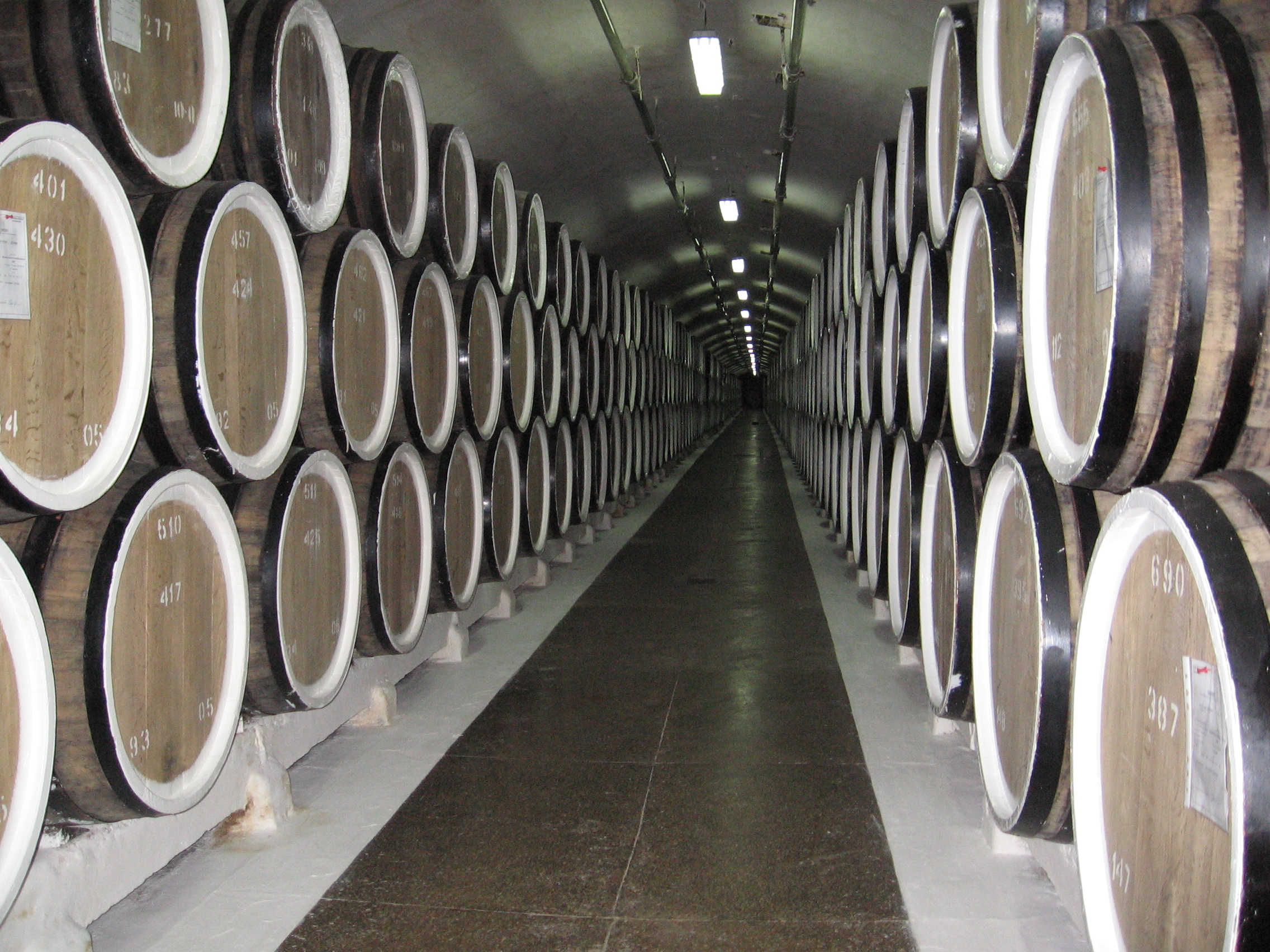
Бочки для визрівання та зберігання вина в підземних галереях Масандри.

- Голодрига П. Я. О подборе сортов-опылителей винограда // Агробиология. — 1953. — N 5. — С. 105—110.
- Голодрига П. Я. Гибридизация между сортами отдаленных эколого-географических групп винограда // Отдаленная гибридизация растений и животных. — М., 1960. — С. 89-105.
- Голодрига П. Я. Определение пола растений винограда по некоторым биохимическим показателям // Агробиология. — 1960. — N 3. — С. 402—405.
- Голодрига П. Я. и др. Диагностика биологических признаков и разработка объективных показателей для оценки при отборе сеянцев винограда // Виноградарство и виноделие. Тр. / ВНИИВиВ «Магарач». — М.: Пищ. пром-сть, 1967. — Т. 16. — С. 191—204.
- Голодрига П. Я., Зеленин И. Л. Изменчивость биологических признаков культурного винограда Vitis vinifera L. в зависимости от географических зон выращивания //

Бюлл. гл. ботанич. сада / АН СССР. — М.: Наука, 1967. — Вып. 67. — С. 19-25.
- Голодрига П. Я., Киреева Л. К. Диагностика морозоустойчивости растений (винограда) // Международный сельскохозяйственный журнал. — 1967. — N 2. — С. 87-90.
- Голодрига П. Я., Киреева Л. К. Методика диагностики морозоустойчивости индикаторных сортов и сеянцев винограда // Сб. методик по физиолого-биохимическим исследованиям в виноградарстве / ВНИИВиВ «Магарач». — 1967. — С. 61-71.
- Голодрига П. Я. Диагностика морозоустойчивости при генетических исследованиях растений // Цитология и генетика. — 1968. . — N 4. — С. 329—337.
- Голодрига П. Я., Драновский В. А. Про деякі хозяйственно-цінні признаки у сіянців при міжвидових скрещуваннях винограду // Вісник сільськогосподарської науки.-1969. — N 5. — С. 79-84.
- Голодрига П. Я., Зеленин И. Л., Катарьян Т. Г. Улучшение сортимента виноградных насаждений. — Симферополь: Крым, 1969. — 176 с.
- Голодрига П. Я. и др. Гетерозис винограду // Вісник сільськогосподарської науки.-1970. — N 8. — С. 69-74.
- Голодрига П. Я., Коробец П. В., Топалэ С. Г. Спонтанные тетраплоидные мутанты винограда // Цитология и генетика. — 1970. . — N 1. — С. 24-29.
- Голодрига П. Я. и др. Совершенствование сортимента виноградных насаждений // Вопросы виноградарства и виноделия. — Симферополь: Таврида, 1971. — С. 17-20.
- Голодрига П. Я. Совершенствование сортимента и методов селекции винограда // Сельскохозяйственная биология. — 1972. . — N 5. — С. 643—652.
- Голодрига П. Я. и др. Виноградарство на новом уровне. — Симферополь: Таврия, 1975. — 180 с.
- Голодрига П. Я. Некоторые итоги и очередные задачи в области производства и улучшения качества виноградо-винодельческой продукции // Вопросы биохимии виногр. и вина / АН СССР; Ин-т биохимии им. А. Н. Баха; ВНИИВиВ «Магарач». — М.: Пищ. пром-сть, 1975. — С. 23-33.
- Голодрига П. Я. Физиолого-биохимические показатели — основа диагностики генотипической специфичности растений // Там же. — С. 154—167.
- Голодрига П. Я., Трошин Л. П., Фролова Л. И. Генетика альтернативных признаков винограда // Тр. по прикл. ботанике, генетике и селекции. — 1975. — Т. 54. — Вып. 2. — С. 112—123.
- Голодрига П. Я. Роль сорта в интенсификации виноградарства // Виноделие и виноградарство СССР. — 1977. — N 3. — С. 35-40.
- Голодрига П. Я. Селекция винограда // Виноделие и виноградарство СССР. — 1977. — N 6. — С. 48-51.
- Голодрига П. Я. Создание комплексно-устойчивых сортов винограда к неблагоприятному влиянию биотических и абиотических условий среды // Сельскохозяйственная биология. — 1977. — N 6. — С. 812—827.
- Голодрига П. Я., Усатов В. Т., Недов П. Н. Комплексный инфекционный фон — действенный метод ускорения селекционного процесса // Виноделие и виноградарство СССР. — 1977. — N 6. — С. 35-37.
- Голодрига П. Я. Теория, практика и очередные задачи по созданию комплексно устойчивых высококачественных сортов винограда // *Генетика и селекция винограда на иммунитет / Тр. Всес. симп. (Ялта, сент. 1977). — К.: Наукова думка, 1978. — С. 13-35.
- Голодрига П. Я. Улучшение сортимента и совершенствование методов селекции винограда // Достижения науки и техники в виноградарстве и виноделии. Тр. / ВНИИВиВ «Магарач». — М.: Пищ. пром-сть, 1978. — Т. 19. — С. 38-50.
- Голодрига П. Я., Трошин Л. П. Биолого-техническая программа создания комплексно-устойчивых высокопродуктивных сортов винограда // *Генетика и селекция винограда на иммунитет / АН УССР; УОГиС им. Н. И. Вавилова; ВАСХНИЛ; ВНИИВиВ «Магарач». — К.: Наук. думка, 1978. — С. 259—264.
- Голодрига П. Я., Суятинов И. А., Трошин Л. П. Сорт — основа интенсификации виноградарства // Садоводство. — 1981. — N 4-5. — С. 21-22.
- Голодрига П. Я. и др. Итоги и очередные задачи по выведению иммунных сортов винограда для корнесобственной культуры // Теория и практика сохранения корнесобственной культуры винограда в зоне распространения филлоксеры. — Новочеркасск, 1982. — С. 33-34.
- Голодрига П. Я., Рудышин С. Д., Дубовенко Н. П. Исследование биохимических тестов для диагностики генотипической специфичности винограда // Физиология и биохимия культурных растений. — 1982. — N 5. — С. 428—438.
- Голодрига П. Я. Виноград // Достижения селекции плодовых культур и винограда. — М., 1983. — С. 287—329.
- Голодрига П. Я. Сохранение генофонда винограда и пути его использования в селекционной работе // Сельскохозяйственная биология. — 1984. — N 5. — С. 26-34.
- Голодрига П. Я. и др. Методические рекомендации по клональному микроразмножению винограда / ВНИИВиПП «Магарач». — Ялта, 1986. — 56 с.
- Голодрига П. Я. Генетические основы совершенствования методов выведения устойчивых к биотическим и абиотическим факторам сортов винограда // Перспективы генетики и селекции винограда на иммунитет. — К.: Наукова думка, 1988. — С. 8-20.

## Документальні кінострічки
- Голодрига Павло Якович був головним героєм документальних кінострічок, створених в Австралії, Німеччині, Угорщині, Англії (на ВВС).